# Chrysosplenium nagasei
Chrysosplenium nagasei är en stenbräckeväxtart som beskrevs av M. Wakabayashi och H. Ohba. Chrysosplenium nagasei ingår i släktet gullpudror, och familjen stenbräckeväxter.

## Underarter
Arten delas in i följande underarter:
- C. n. luteoflorum
- C. n. porphyranthes